# 众议院 (意大利)

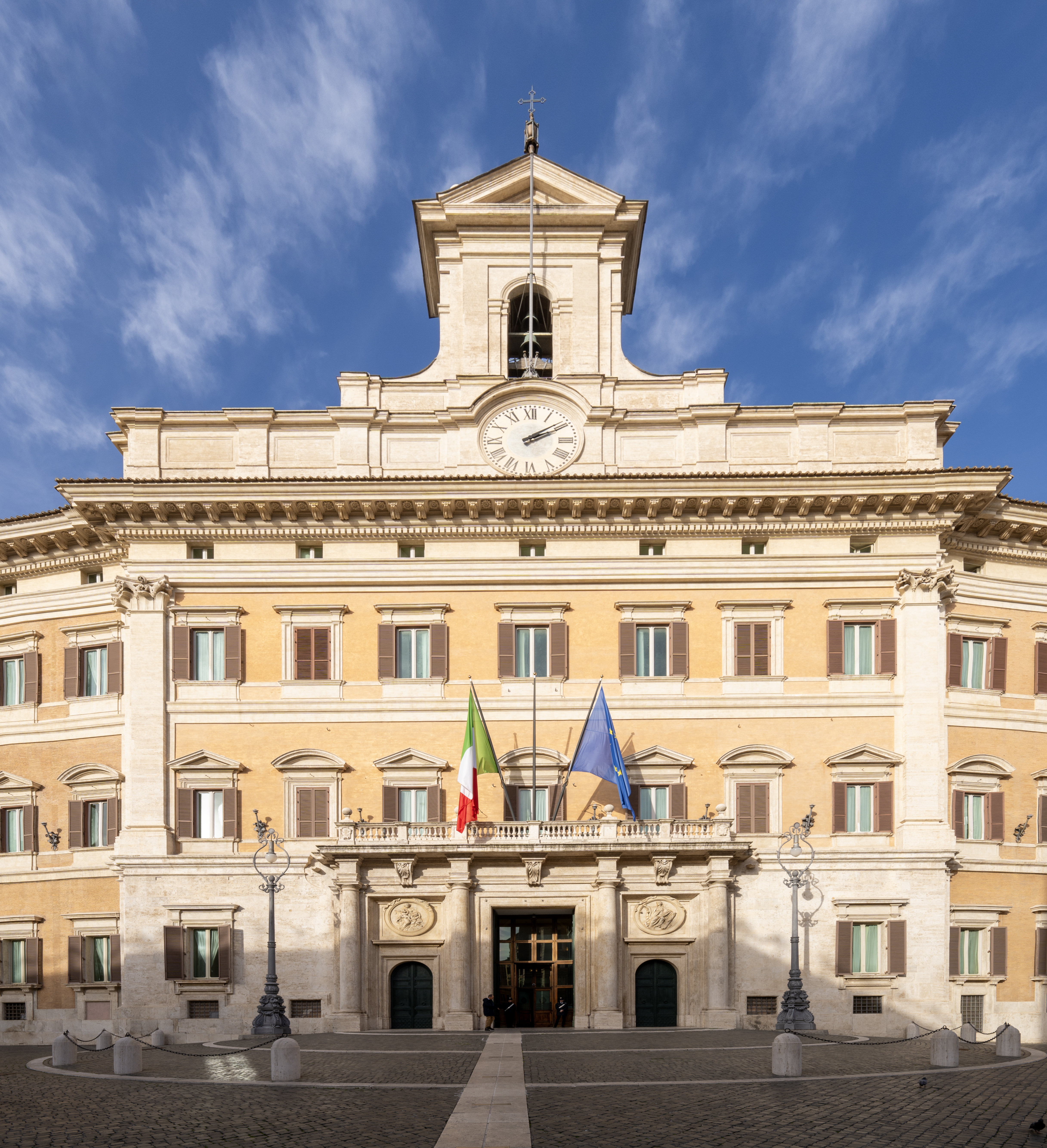
众议院大楼

众议院（義大利語：Camera dei deputati）是義大利议会的下議院，有400名議員，任期5年。
眾議院是義大利共和國重要的立法機關，雖然權力與義大利參議院相等，但對總理的信任動議及權力基礎有更大的約束及影響力。

## 選舉方式
過去眾議院的選舉模式有多次大變更。
- 1948至1994年實行比例代表制
  - 開放名單加上頓特法

- 1994年實行單一選區兩票制（變體並立制）

- 2006年，又改回名單比例代表制（開放名單），取得最多選票的第一大政黨聯盟，可自動獲取54%席次（340席）。
  - 開放名單加上頓特法

- 由於與參議院選法分歧，2018年又改為單一選區兩票制的變體。並且以以下方式選出：
  - 232名眾議院議員由單一選區制選出。
  - 386名眾議院議員由比例代表制封閉式名單及最大餘額法黑爾數額選出，這些選票為單一選區候選人政黨得票的總和。
  - 12名眾議院議員是由住在外國的義大利人選出。
  - 以上方式鼓勵政黨結盟。

對於意大利居民，每個選區由單一選區方式選出，包括選區候選人和他/她的支持方名單。在每個單一成員選區中，眾/參議員是多個選舉產生的，而多成員選區的席位將在全國範圍內分配。為了以單一成員選區結果計算，政黨聯盟中各方需要獲得至少1％的全國選票。為了獲得多成員選區的席位，政黨需要獲得至少3％的全國選票。來自多議員選區的選票為封閉式名單。
年满25岁的公民才有资格参选众议员。
“ 意大利憲法”第61條規定，眾議院選舉必須在解散後70天內進行，議員必須在選舉後20天內召集。

## 歷史
- 眾議院（撒丁島王國） - 1848年3月4日至1861年3月17日
- 眾議院（意大利王國） - 1861年3月17日至1939年3月23日
- 法西斯議會 - 1939年3月23日至1943年8月2日
- 國家諮詢議會 - 1945年9月25日至1946年6月2日
- 意大利制憲會議 - 1946年6月2日至1948年1月31日

## 另見
- 兩院制
- 眾議院
- 意大利议会